# André Bechler
Pour les articles homonymes, voir Bechler.
André Bechler est un industriel suisse né à Moutier en 1883 et mort en 1978, fondateur de la fabrique de tours automatiques Bechler.
Après une formation de technicien mécanicien au Technicum de Bienne, André Bechler se voue dès 1904 à la fabrication du tour automatique et lui apporte de multiples perfectionnements. En 1914, il s’installe à son compte dans le commerce de machines. Les premiers tours Bechler sont produits en 1924. L’entreprise porte alors le nom d’Usines mécaniques de la Condémine. En 1931, il construit une nouvelle usine le long de la route Bienne-Bâle. En 1947, la raison sociale devient Fabrique de machines André Bechler SA. Elle subsistera jusqu'à la fusion avec les Usines Tornos, en 1981,.